# Karan Singh

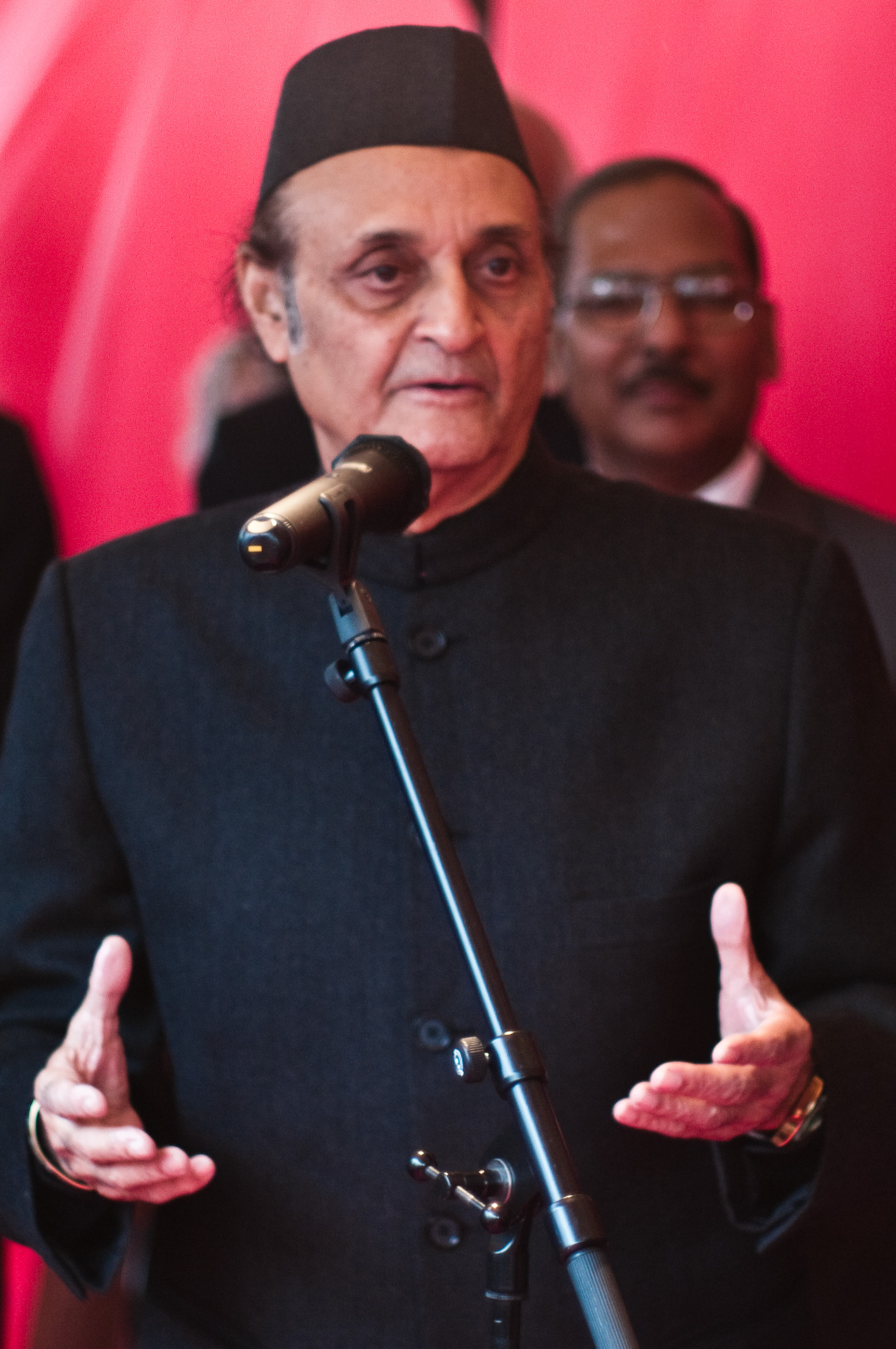
Karan Singh (2009)

Karan Singh (* 9. März 1931 in Cannes, Frankreich) ist ein indischer Schriftsteller, Politiker und Diplomat. Er war der letzte regierende Fürst von Jammu und Kaschmir.

## Leben
Karan Singh war einziger Sohn und Kronprinz des Maharadschas von Jammu und Kashmir, Hari Singh, und der Maharani Tara Devi. Singh studierte an der Jammu and Kashmir University sowie an der University of Delhi. An letzterer erhielt er 1957 seinen M.A. in Politikwissenschaft. An der University of Delhi erhielt er später auch sein Doktorat.
Singhs politische Karriere begann 1949 im Alter von 18 Jahren, als er von seinem Vater zum Regenten von Jammu und Kashmir ernannt wurde. Diese Ernennung erfolgte auf Druck des indischen Premierministers Jawaharlal Nehru. 1952 wurde er zum Sadr-e-Riyasat (Präsident der Provinz) gewählt und blieb dies bis 1964 als das Amt durch das Amt des Gouverneurs von Jammu und Kashmir ersetzt wurde. Singh wurde danach von 1964 bis 1967 zum ersten Gouverneur von Jammu und Kashmir.
1967 wurde er Kabinettsminister in der Regierung von Premierministerin Indira Gandhi. Singh war damit im Alter von 36 der jüngste Kabinettsminister in der Geschichte Indiens. Kurz darauf wurde er in die Lok Sabha gewählt und blieb dort 1967 bis 1980 Abgeordneter. 1973 wurde er zum Minister für Gesundheit und Familienplanung ernannt. Zuvor war Singh 1967 bis 1973 Minister für Tourismus und Zivile Luftfahrt gewesen. 1979 wurde er Minister für Bildung und Kultur. Von 1989 bis 1990 war er als Nachfolger von P. K. Kaul Botschafter in den Vereinigten Staaten. Seit 1997 gehört er der Rajya Sabha (Oberhaus im Parlament) des Bundesstaates Jammu und Kashmir an. Er wurde 2005 mit dem Padma Vibhushan ausgezeichnet.
Singh ist Autor verschiedener englischer Bücher über Politikwissenschaft und Religion sowie philosophischer Essays und Gedichte. Daneben verfasste er seine Autobiografie sowie ein Buch über Sri Aurobindo.
Seit den 1950ern ist Singh mit Prinzessin Yasho Rajya Lakshmi, der Enkelin von Mohan Shamsher Jang Bahadur Rana, dem letzten nepalesischen Premierminister der Rana-Dynastie, verheiratet. Die beiden haben drei Kinder.

## Orden und Ehrenzeichen
- Padma Vibhushan (2005).
- Friedensbaum-Gedenkmedaille. Internationaler Friedenspreis der slowakischen Nichtregierungsorganisation Servare et Manere (2021).[1]